# Sampaio Correa (Saquarema)

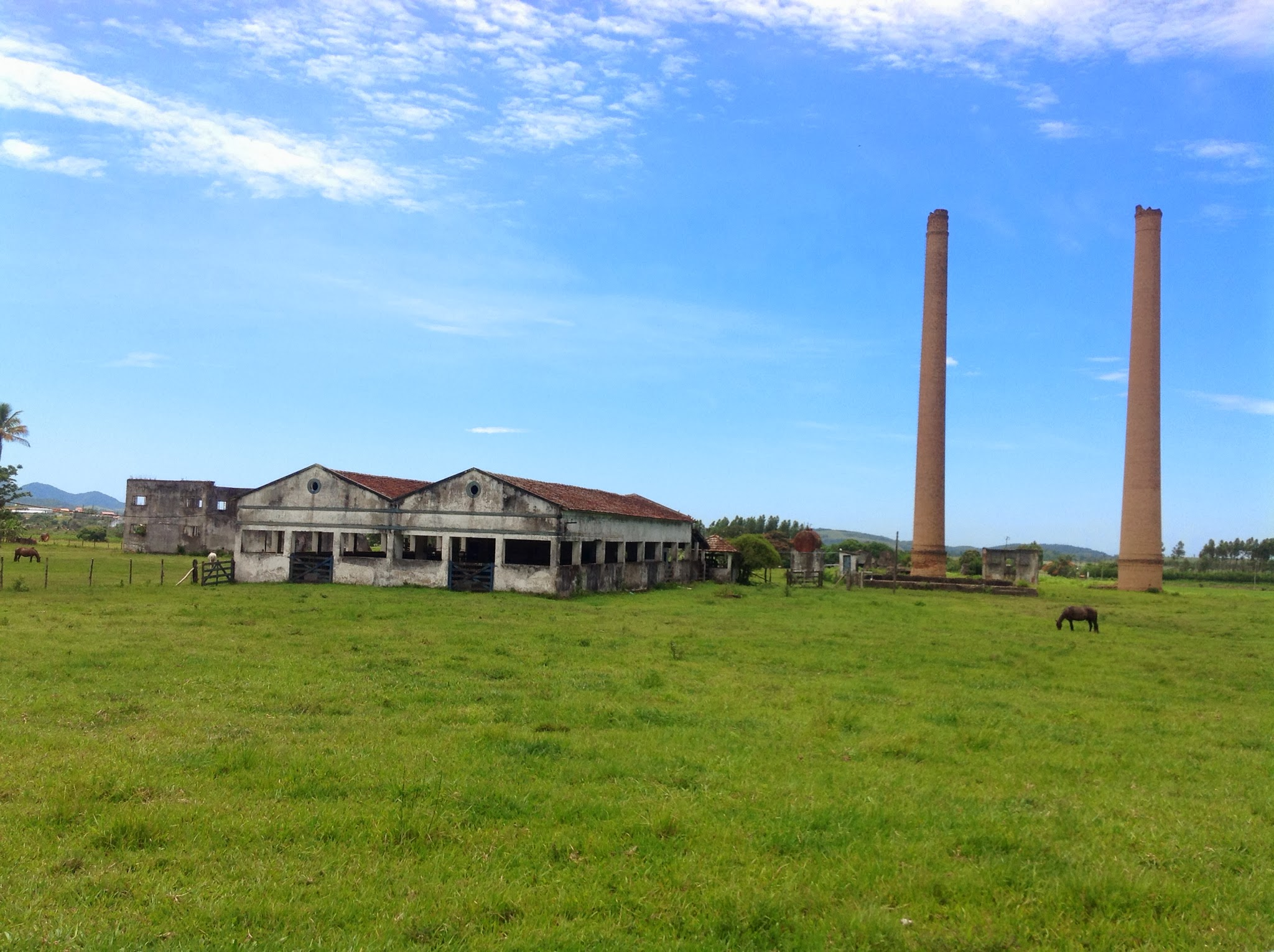
Antiga usina de açúcar em Sampaio Corrêa.

Sampaio Corrêa é o terceiro distrito de Saquarema e o segundo maior do município.
É conhecido pelo Sampaio Corrêa Futebol e Esporte, time de futebol que disputa a primeira divisão do Campeonato Carioca de Futebol.
Sampaio Corrêa também é conhecido por ter possuído, nas décadas de 60 e 70, a usina de cana-de-açúcar Santa Luiza que chegou a ser a segunda maior produtora de cana-de-açúcar do estado do Rio de Janeiro, perdendo apenas para o município de Campos dos Goytacazes.